# Савез за промјене (Република Српска)
Савез за промјене (СзП) политичка је коалиција формирана у Републици Српској поводом општих избора 2014. у Републици Српској и Босни и Херцеговини. Савез за промјене је основан 30. априла 2014. од стране опозиционих странака на челу са Српском демократском странком (СДС) и Партијом демократског прогреса (ПДП) са циљем да се промјени власт на свим нивоима, односно да се побиједи владајућа коалиција предвођена Савезом независних социјалдемократа (СНСД) и предсједником Републике Српске Милорадом Додиком.
Странке чланице Савеза за промјене су:
- Српска демократска странка (СДС)
- Партија демократског прогреса (ПДП)
- Листа за правду и ред Небојше Вукановића
- Напредна Српска — НС
- Сељачка странка
- Партија Слобода
- Српска радикална странка др Војислав Шешељ

Странке које су иступиле из Савеза за промјену су:
- Српска радикална странка Републике Српске (угашена 2019)
- Народни демократски покрет (иступила 7. новембра 2018)
- Странка социјалне сигурности српских бораца (иступила 28. децембра 2015)
- Партија уједињених пензионера (иступила 23. новембра 2014)
- Српска напредна странка (иступила 14. јула 2014)

## Избори 2014.
Савез за промјене је 2014. године имао своје кандидате прво на пријевременим изборима за начелника општине Лакташи, а потом на општим изборима у Републици Српској. Кандидати на општим изборима су били Огњен Тадић (СДС) за предсједника Републике Српске и Младен Иванић (ПДП) за српског члана Предсједништва БиХ, док је кандидат за начелника општине Лакташи био Вукашин Војиновић (НДП). Младен Иванић је побиједио на изборима за члана Предсједништва БиХ, док су друга два кандидата овог савеза поражена.

## Избори 2018.
Лидери Савеза за промјене потписали су у јуну 2018. коалициони споразум према којем је дата подршка Младену Иванићу и Вукоти Говедарици као кандидатима за српског члана предсједништва БиХ, односно за предсједника Републике Српске, на предстојећим општим изборима. Споразум су потписали: 
- Српска демократска странка
- Партија демократског прогреса
- Народни демократски покрет
- Српска радикална странка Републике Српске
- Напредна Српска — НС
- Напредна Српска[а]
- Партија Слобода
- Покрет за правду и ред
- Савез за останак који чине:

1. Српска патриотска странка Републике Српске - СПАС
2. Слободна Српска
3. Странка социјалне сигурности српских бораца - ССССБ
4. Савез удружења малих акционара Републике Српске
5. Повратак отписаних
6. Привредни народни покрет - ПНП
7. Радничка партија Републике Српске - РП
8. Удружење избјеглица и социјалне правде - Правда
9. Удружење незадовољних пензионера Републике Српске

- Сељачка странка

У јулу Савез за промјене је саопштио да ће на предстојећим изборима наступити под именом Савез за побједу.
Иако је споразум о подршци Иванићу и Говедарици потписало десет странака само су двије странке, Српска демократска странка 
и Партија демократског прогреса, од стране Централне изборне комисије, овјерене као дио коалиције Савез за побједу, јер остале странке нису пријавиле учешће за тај ниво власти, док Партија Слобода и Покрет за правду и ред, нису уопште пријавили учешће на изборима.
У јулу је Драган Ђурђевић, предсједник Српске радикалне странке др Војислав Шешељ, дао подршку Вукоти Говедарици у трци за предсједника Републике Српске.
Након потврђених резултата избора, Савез за побједу је доживио пораз на свим нивоима. Вукота Говедарица је изгубио у трци за предсједника Републике Српске од кандидата СНСД−а Жељке Цвијановић, док је Младен Иванић изгубио у трци за српског члана Предсједништва БиХ такође од кандидата СНСД−а Милорада Додика.